# Zlatko Zei (novinar)
Zlatko Zei, novinar, urednik, * 28. marec 1937, Ruše, † 14. december 1986, Golnik.
Zlatko Zei, sin slikarja Zlatka, pokopan v Mariboru, je leta 1962 diplomiral iz ekonomije. Najprej je bil zaposlen v gospodarstvu. Potem je služboval kot novinar. V letih 1970-78 je vodil notranjepolitično uredništvo dnevnika Večer. 